# شیلوپای
شیلوپای (به صربی: Šilopaj) یک منطقهٔ مسکونی در صربستان است که در ناحیه موراویتسا واقع شده‌است. شیلوپای ۱۳۵ نفر جمعیت دارد.